# Chandamamanahalli, Mulbagal
Chandamamanahalli là một làng thuộc tehsil Mulbagal, huyện Kolar, bang Karnataka, Ấn Độ.